# Slangenbosje
Het Slangenbosje is een natuurgebiedje aan de Ir. Menkolaan in de wijk Soestdijk van Soest in de provincie Utrecht. Het wordt verder begrensd door de Ir. Schreuderlaan, de Noorderweg en het Verzetsplein.
Het natuurterrein van 5 ha. bestaat uit een bos met water en kreeg zijn naam door het voorkomen van ringslangen in het bosje.

## Historie
Dit elzenbroekbos vormde vroeger een onderdeel van landgoed Braamhage dat reeds in 1818 bestond onder de naam Beek en Daal. Het bosje leverde geriefhout. De rechte vormen van het water duiden mogelijk op het winnen van turf. In 2011 is de vijver uitgebaggerd.
Het Slangenbosje ligt aan de voet van de stuwwal Soester Engh. Kwelwater van de Eng stroomt het hele jaar door naar de vijver in het slangenbosje. Over deze vijver is een brug gemaakt.

## Flora en Fauna
In het Slangenbosje komen naast de ringslang ook de hazelworm, de ijsvogel en vleermuizen voor. De vegetatie bestaat voor een groot deel uit vochtminnende planten als zwarte els, es, berk en de esdoorn. De oudste bomen zijn geplant in de tijd dat het Slangenbosje een park was.

## Ringslang
In 1988 is een open, drassig veldje ontstaan toen de bovenlaag 30 cm werd afgegraven om de vegetatie dichter bij het grondwater te krijgen. Dit veldje wordt een of twee keer per jaar gemaaid om te voorkomen dat er een elzenbosje ontstaat. Doordat het maaisel op hopen langs het veldje wordt gelegd ontstaat broedgelegenheid voor ringslangen. In de poel huizen ook watersalamanders en 
de heikikker.

## Beheer
Om te zorgen dat er genoeg licht op de bodem valt wordt gezorgd dat de bomen niet te hoog worden. Een werkgroep van omwonenden zorgt voor bescherming en onderhoud van het Slangenbosje.
In de Volkskrant van 4 april 2001 werd hieraan in de serie "In de Buurt" een column gewijd..

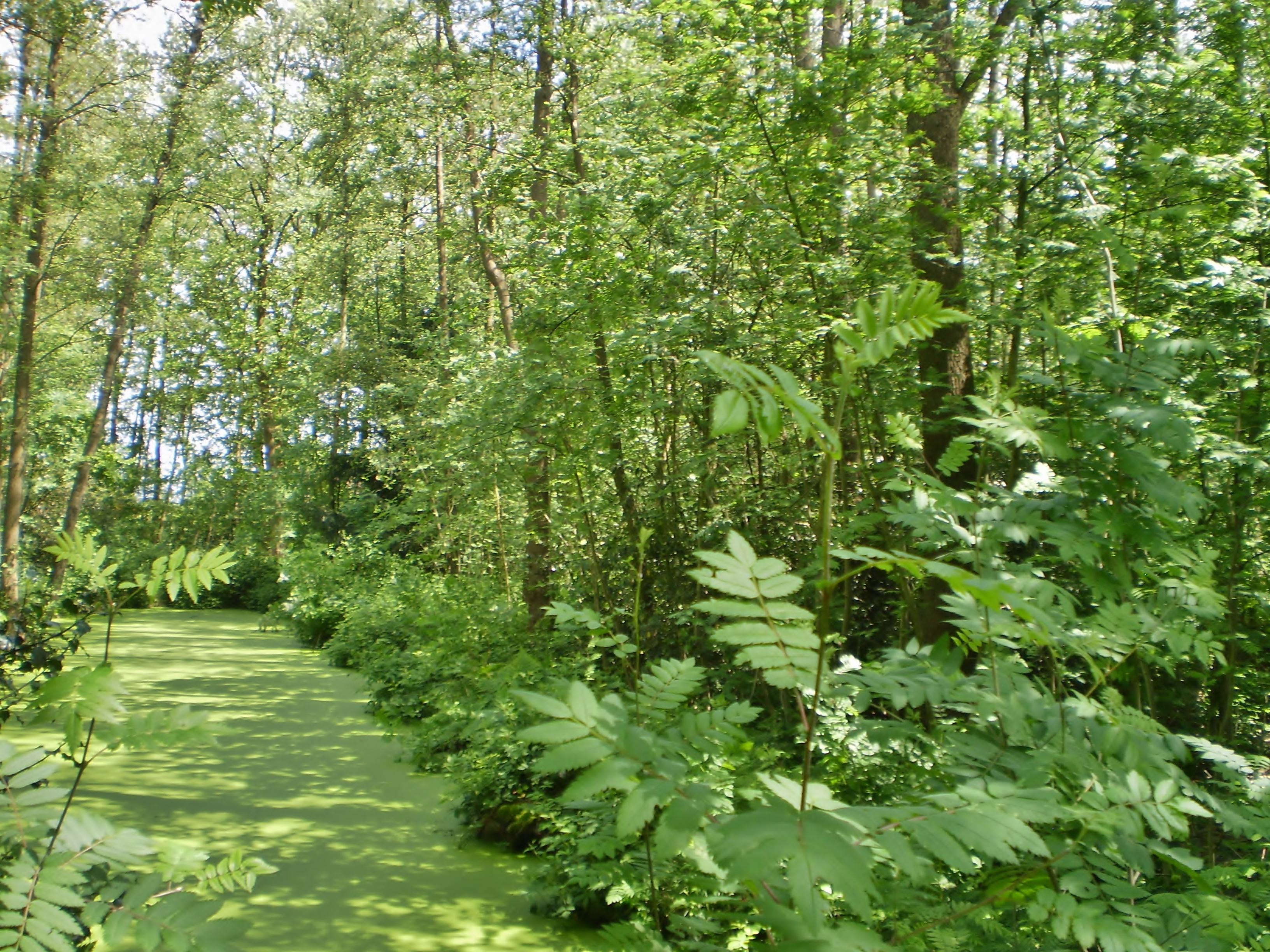
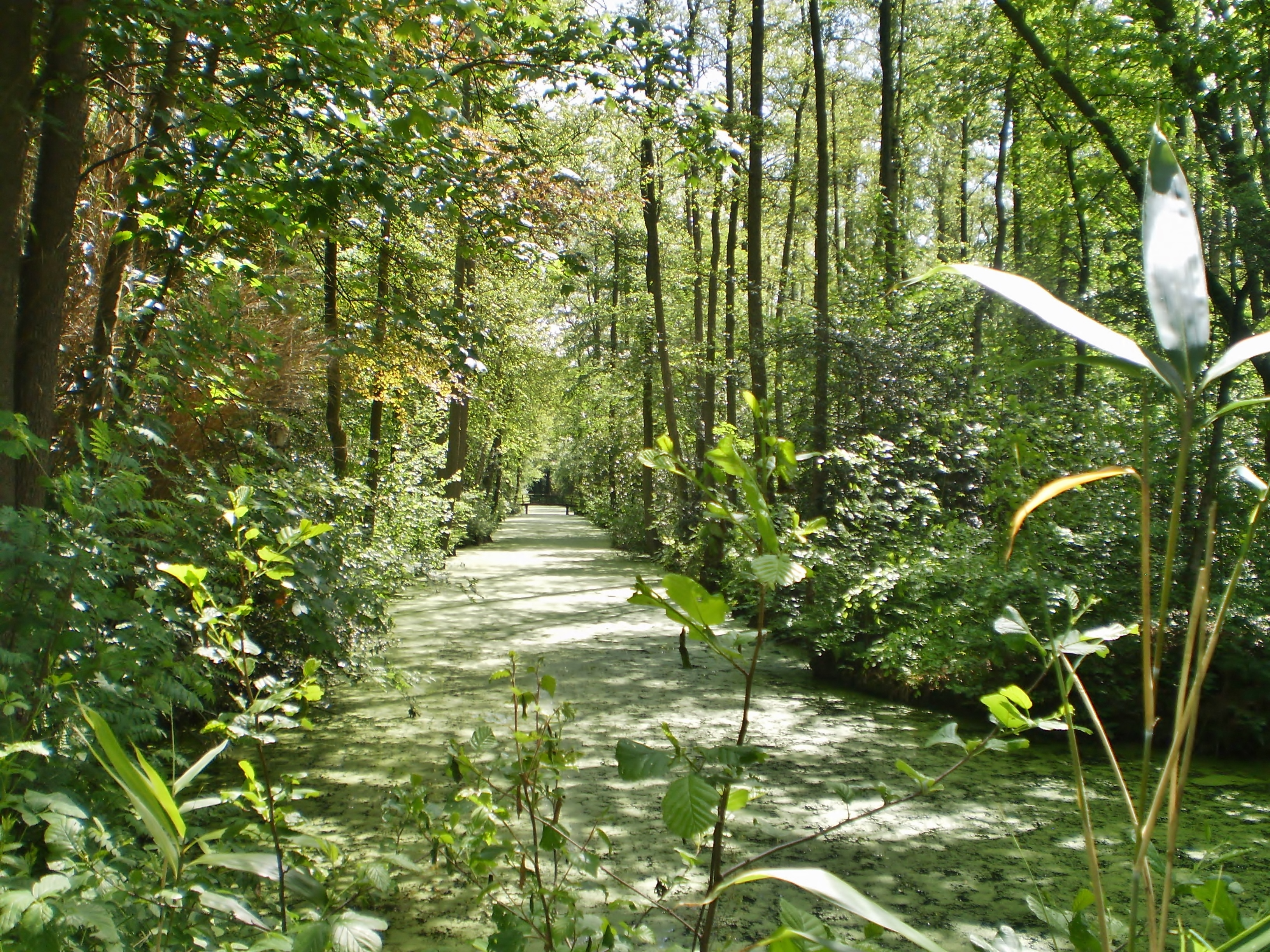
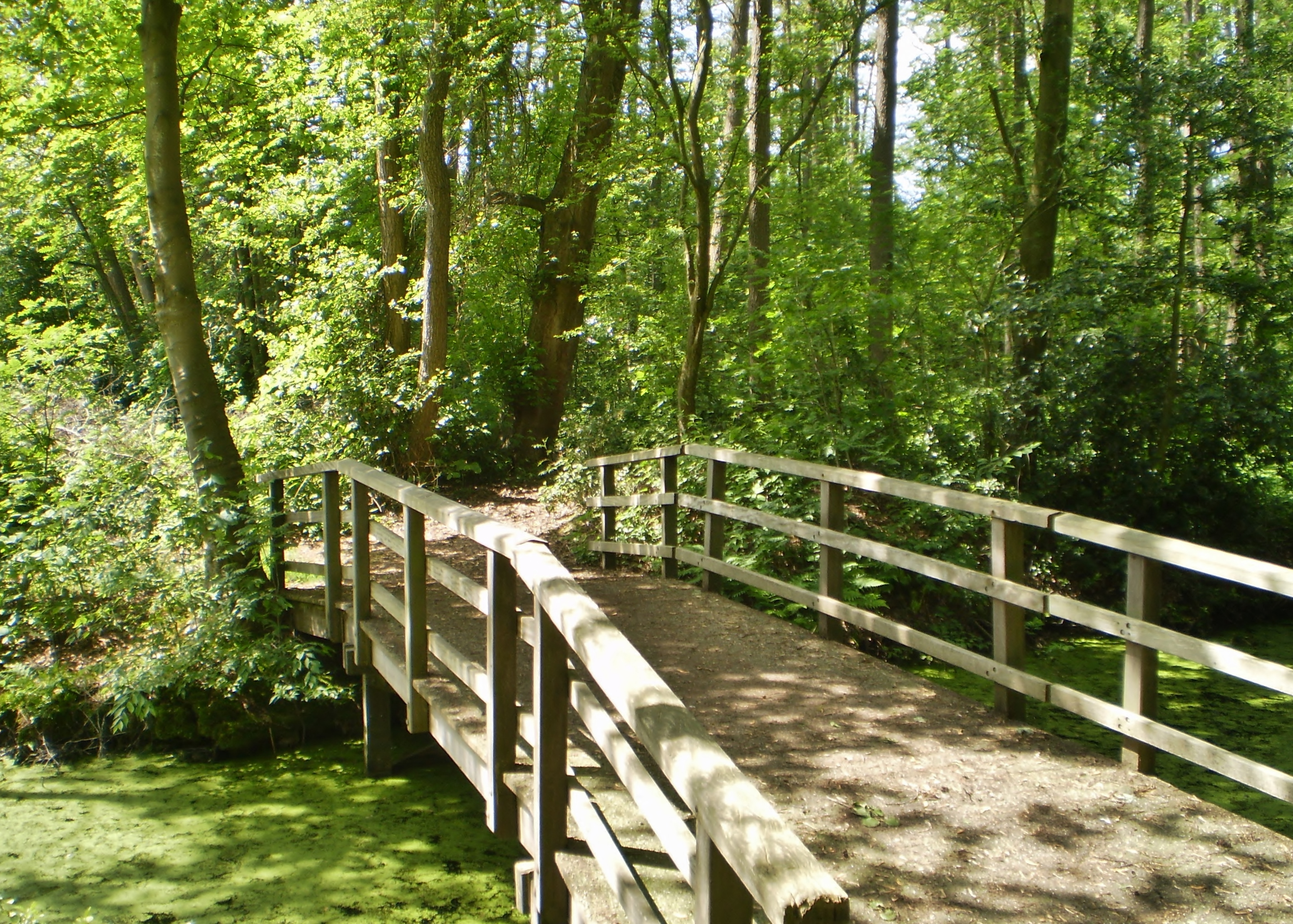